# Гіпотеза фон Неймана
Гіпо́теза фон Не́ймана — спростована гіпотеза про структуру аменабельних груп.

## Формулювання
Будь-яка неаменабельна група містить підгрупу, ізоморфну вільній групі з двома твірними.

## Історія
- 1929 року, працюючи над парадоксом подвоєння кулі, Джон фон Нейман увів поняття аменабельної групи. Він довів, що будь-яка група, що містить вільну підгрупу рангу 2 не є аменабельною. У 1950-х — 1960-х роках кілька математиків припустили, що істинне й протилежне.
  - Хоча ця гіпотеза носить ім'я фон Неймана, перша публікація з її формулюванням належить Махлону Маршу Дею (1957).
- Альтернатива Тітса, доведена 1972 року, дає позитивну відповідь у випадку, якщо група лінійна, тобто є підгрупою групи матриць над деяким полем.
- 1980 року Ольшанський[ru] спростував гіпотезу. Він показав, що монстр Тарського, який, як легко бачити, не має вільних підгруп рангу 2, неамінабельний.
- За два роки Адян показав, що певні бернсайдівські групи також дають контрприклад.
- Можливим контрприкладом є група Томпсона F, але досі не відомо, чи вона є амінабельною.
- Жодна з груп згаданих вище не є скінченно заданою. Протягом кількох років вважалося, що, можливо, гіпотеза істинна для наведених груп. Однак 2003 року, Ольшанський та Сапир[en] побудували скінченно-представлені контрприклади.
- 2012 року Ніколас Монод знайшов простий контрприклад до гіпотези.
- 2013 року Лодха і Мур знайшли скінченно представлені підгрупи в прикладі Монода, які також дають контрприклад.
  - Останній приклад є першим прикладом без кручення, він допускає задання з трьома твірними та дев'ятьма співвідношеннями.
  - Лодха пізніше показав, що ця група {\displaystyle G} задовольняє властивості {\displaystyle F_{\infty }} тобто її K(G,n) простір має скінченне число клітинок кожної розмірності.